# Athanur
Athanur es una ciudad y nagar Panchayat situada en el distrito de Namakkal en el estado de Tamil Nadu (India). Su población es de 9827 habitantes (2011).

## Demografía
Según el censo de 2011 la población de Athanur era de 9827 habitantes, de los cuales 4959 eran hombres y 4868 eran mujeres. Athanur tiene una tasa media de alfabetización del 72,71%, inferior a la media estatal del 80,09%: la alfabetización masculina es del 81,86%, y la alfabetización femenina del 63,49%.